# Decarthron justum
Decarthron justum är en skalbaggsart som beskrevs av Park 1958. Decarthron justum ingår i släktet Decarthron och familjen kortvingar. Inga underarter finns listade i Catalogue of Life.